# أبسردة الائي (همت أباد)
أبسردة الائي (بالفارسية: آبسرده الائی) هي قرية تقع في إيران في قسم همت أباد الريفي. يقدر عدد سكانها بـ 133 نسمة .